# Нанодвигун
Нанодвигун — молекулярний пристрій, здатний перетворювати енергію на рух. У типовому випадку він може створювати силу порядку одного піконьютона (пН).
Запропонований напрямок досліджень пов'язаний з інтеграцією молекулярних моторних білків, виявлених у живих клітинах, у молекулярні двигуни, імплантовані в штучні пристрої. Такі моторні білки здатні переміщувати «вантаж» у межах цього пристрою за допомогою білкової динаміки, подібно до того, як кінезин пересуває різні молекули по каналах мікротрубочок всередині клітини.
Пуск і зупинка таких моторних білків передбачає утримання АТФ у молекулярних структурах, чутливих до ультрафіолетового світла. Імпульси ультрафіолету спричинятимуть імпульси руху. Нанодвигуни можна виготовити з використанням синтетичних матеріалів і хімічних методів.

## Нанодвигун на вуглецевих нанотрубках
Дослідницька група, очолювана американським ученим Джозефом Вангом, зробила значний прорив у розробках, створивши нове покоління каталітичних нанодвигунів з паливним двигуном, який в 10 разів потужніший всіх існуючих наномашин. Це важливий крок на шляху до створення джерела енергії для живлення майбутніх наномашин.